# パウル・ツェラン
パウル・ツェランまたはツェラーン（Paul Celan、1920年11月23日 - 1970年4月20日）は、ウクライナ出身のドイツ系ユダヤ人の詩人。
本名はパウル・アンチェル(Paul Antschel/ Paul Ancel)。パウル・ツェランの名前はユダヤ系の本名を隠すためアナグラム化したものである。戦後のドイツ語圏詩人の代表的存在で、20世紀を代表する詩人の一人とされる。

## 生涯

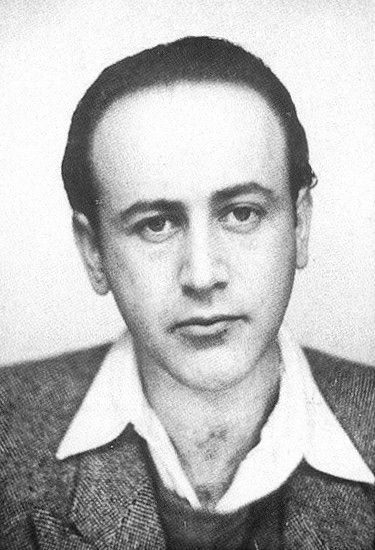
18歳の時のパスポート写真

1920年にルーマニア領ブコビナ地方（現在ウクライナ領）チェルニウツィに生まれた。両親ともユダヤ教徒で、少し前まではオーストリア領だったことからドイツ語を用いたが、6歳でユダヤ系国民学校でヘブライ語、10歳でルーマニア国立ギムナジウムでルーマニア語と、早くから多言語の習得を余儀なくされた。1939年からチェルニウツィー大学でロマンス語文学を学ぶが、1941年にナチス・ドイツが侵攻して両親とともにゲットーへ移住させられる。1942年にツェランの両親がトランスニストリアの強制収容所へ移送され、ツェラン自身も強制労働に狩り出された。1942年秋に両親は収容所内で他界する。父親は移送中にチフスに感染し、母親は射殺された。
ツェランは、1942年から1944年まで各地の労働収容所に送られて南モルダウの土木工事などを強いられた。1944年に赤軍によりチェルニウツィーが解放されると、ツェランは精神的に憔悴しながらもチェルニウツィーへ戻り学業を再開し、英文学などを学んだ。1945年に親戚とともにブカレストへ移住し、ロシア文学をルーマニア語に翻訳する仕事に就いた。自作詩の発表を始めたが共産主義独裁の風潮を嫌い、1948年にパリへ亡命して第一詩集『骨壷の中の砂』を上梓した。
1951年に女性版画家のジゼル・ド・レストランジュと知り合い、1952年に結婚した。1952年に47年グループと知遇を得て機縁となり、詩集『罌粟と記憶』を出版し、ナチスによるユダヤ人虐殺をモチーフにした代表作『死のフーガ』を収めた。1955年にフランスの市民権を得る。同年第二子がエリック誕生する。第一子は生後まもなく他界する。
1958年にブレーメン文学賞、1960年にゲオルク・ビューヒナー賞、それぞれを受賞する。記念講演『子午線』は彼の重要な詩論である。
1967年にジゼルと離婚し、1970年パリで死去した。遺体がセーヌ川で発見されて自殺と考えられている。

## 作風
シュルレアリスム、象徴主義、リルケ、カフカといった文学的遺産を引き継ぎつつ、独特な具象的な詩を書いた。彼の作品はいずれも収容所で失った両親や仲間への切実な思いが根底にあり、アドルノの言う「アウシュヴィッツ以後」に可能な詩の形を示したといえる。後年には造語や古語を用いた訥言のような詩を書くようになり、「難解」「秘教的」といった批判も受けた。

## 作品

### 詩集
- 『骨壷からの砂 (Der Sand aus den Urnen )』, 1948
- 『罌粟と記憶 (Mohn und Gedächtnis )』, 1952
- 『閾から閾へ (Von Schwelle zu Schwelle )』, 1955
- 『言葉の格子 (Sprachgitter )』, 1959
- 『誰でもない者の薔薇 (Die Niemandsrose )』, 1963
- 『息の転換 (Atemwende )』, 1967
- 『糸の太陽たち (Fadensonnen )』, 1968
- 『光の強迫 (Lichtzwang )』, 1970
- 『雪のパート (Schneepart )』 (遺稿), 1971
- 『時の屋敷 (Zeitgehöft )』 (遺稿), 1976

### 詩論
- 『子午線 (Der Meridian )』, 1960

### 短篇
- 『山中の対話 (Gespräch im Gebirg )』, 1960

## 日本語訳
- 『迫る光』飯吉光夫訳、思潮社、1972年
- 『パウル・ツェラン詩論集』 飯吉光夫訳、静地社、1986年
- 『閾から閾へ』飯吉光夫訳、思潮社、1990年
- 『パウル・ツェラン全詩集』中村朝子訳、青土社、1992年、全3巻
- 『雪の部位』金子章訳著、三省堂、1994年
- 『パウル・ツェラン/ネリー・ザックス往復書簡』飯吉光夫訳、青磁ビブロス、1996年
- 『ゲオルク・ビューヒナー全集』(ゲオルク・ビューヒナー賞受賞講演『子午線』収録、河出書房新社、1970年)※2006年の復刊版では割愛されている。
- 『照らし出された戦後ドイツ―ゲオルグ・ビューヒナー賞記念講演集(1951‐1999)』(同『子午線』収録、人文書院、2000年)

## 関連
- オシップ・マンデリシュターム
- ネリー・ザックス
- ゲオルク・ビューヒナー
- フィリップ・ラクー・ラバルト
- ローゼ・アウスレンダー
- ジャック・デリダ
- ペーター・ソンディ